# Плазменное напыление

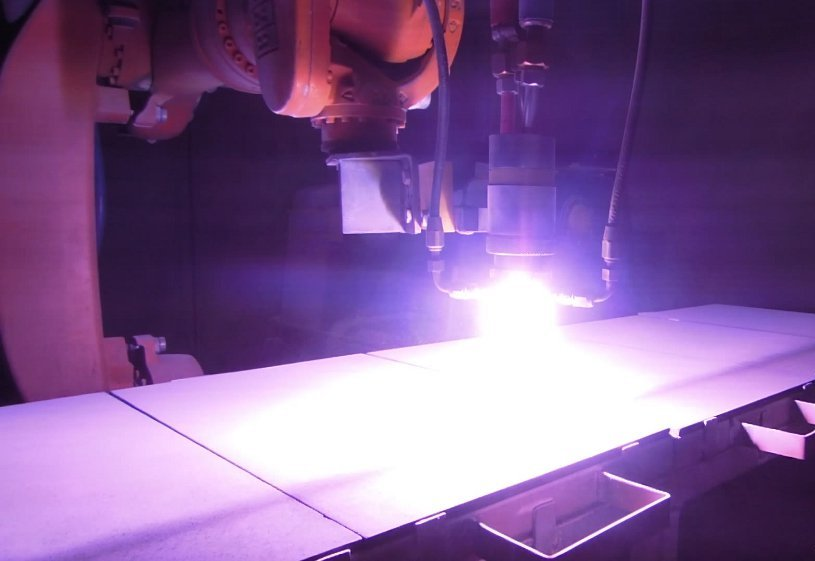
Плазменное напыление оксида алюминия

Пла́зменное напыле́ние — процесс нанесения покрытия на поверхность изделия с помощью плазменной струи. 
Сущность плазменного напыления заключается в том, что в высокотемпературную плазменную струю подаётся распыляемый материал, который нагревается, плавится и в виде двухфазного потока направляется на подложку. При ударе и деформации происходит взаимодействие частиц с поверхностью основы или напыляемым материалом и формирование покрытия. Плазменное напыление является одним из вариантов газотермического напыления.
Электрическая дуга свободна, если её развитие в пространстве не ограничено. Сжатая дуга помещается в узких каналах и обдувается струями газов или паров. Особенно мощные плазменные потоки у сжатой дуги. Сжатые дуги являются основой дугового плазмотрона — устройства для получения «низкотемпературной» плазмы. Физические исследования по созданию плазмотронов начались в начале XX века, а наиболее широкое исследование в конце 50-х, начале 60-х годов. В 1922 году Жердьен и Лотц получили сжатую дугу, стабилизированную водяным вихрем. В 1951 году в дуговом разряде, стабилизированном водяным вихрем, Бурхорну, Меккеру и Петерсу удалось получить температуру 50000 °С, а в 1954 году на установке для получения сжатой дуги при высоком давлении паров воды Петерс получил сверхзвуковую скорость истечения плазменной струи — 6500 м/с при температуре 8000 К (1,6 М).
В середине пятидесятых фирма Джианини публикует работы по устройству газового плазмотрона с кольцевым анодом.
В конце 50-х были созданы первые дуговые плазмотроны, а в начале 60-х годов — плазменные распылители. Из-за своей универсальности (температура плазменной струи обеспечивала плавление любых материалов) плазменные распылители заняли значительное место в ГТН, потеснив газопламенные методы.
Плазменная обработка позволила упрочнять поверхность конструкционных материалов. Плазменное напыление - создавать новые композиционные материалы и покрытия, которые не могут быть получены другими методами. Особенно широко плазменное напыление используется для нанесения порошков оксидов различных металлов.

## Методы и история их создания
- Атмосферное плазменное напыление англ. Atmospheric plasma spraying (APS) запатентован Giannini and Ducati в 1960 г., Gage в 1962 г. Базируется на применении Плазменного генератора Гердиена, изобретённого в 1922 г.
- Вакуумное плазменное напыление англ. Vacuum plasma spraying (VPS), или Low-Pressure Plasma Spraying(LPPS) Приоритет изобретения отдают сотруднику фирмы Plasmadyne Мюльбергеру, в 1973 г.
- Плазменное напыление в контролируемой атмосфере англ. Controlled-atmosphere plasma spraying (CAPS) Mash, Stetson и Hauck в 1961 г. первыми сообщили о напылении плазмой в камере, заполненной инертным газом. Эту технику назвали Inert Plasma Spraying (IPS). Другой способ, позволяющий изолировать плазменную струю от окружающей атмосферы, был изобретён Okada и Maruo в 1968 г. и назывался Shrouded Plasma Spraying (SPS). В этом способе защитный газ подавался из сопла, присоединённого к аноду плазмотрона, близко к подложке, что позволяло удалять плазмообразующий газ.

## Стадии
Плазменный процесс состоит из трёх основных стадий: 
1. генерация плазменной струи;
2. ввод распыляемого материала в плазменную струю, его нагрев и ускорение;
3. взаимодействие плазменной струи и расплавленных частиц с основанием.

## Возможности
Плазменным напылением наносятся износостойкие, антифрикционные, жаростойкие, коррозионностойкие и другие покрытия. 
Напыление с помощью низкотемпературной плазмы позволяет: 
- наносить покрытия на листовые материалы, на конструкции больших размеров, изделий сложной формы;
- покрывать изделия из самых разнообразных материалов, включая материалы, не терпящие термообработки в печи (стекло, фарфор, дерево, ткань);
- обеспечить равномерное покрытие как на большой площади, так и на ограниченных участках больших изделий;
- значительно увеличить размеры детали (восстановление и ремонт изношенных деталей). Этим методом можно наносить слои толщиной в несколько миллиметров;
- легко механизировать и автоматизировать процесс напыления;
- использовать различные материалы: металлы, сплавы, окислы, карбиды, нитриды, бориды, пластмассы и их различные комбинации; наносить их в несколько слоёв, получая покрытия со специальными характеристиками;
- практически избежать деформации основы, на которую производится напыление;
- обеспечить высокую производительность нанесения покрытия при относительно небольшой трудоёмкости;
- улучшить качество покрытий. Они получаются более равномерными, стабильными, высокой плотности и с хорошим сцеплением с поверхностью детали.

Впервые твердосплавные пластины с покрытием из карбидов титана (TiC) появились на мировом рынке в 1969 г. К настоящему времени более 50% всех твердосплавных пластин, выпускаемых западными фирмами, имеют покрытия на основе таких соединений, как карбид титана TiC, нитрид титана TiN, оксид алюминия Al2O3 и др. В отечественной промышленности широкое применение нашли установки плазменного напыления типа «Булат», «УВМ», «Пуск», позволяющие наносить на инструмент одно- и многослойные покрытия.